# Leopoldskroner Moos
Das Leopoldskroner Moos, auch Leopoldskron-Moos genannt, ist ein gering besiedelter Stadtteil von Salzburg, der seinen Namen von dem des unter Fürsterzbischof Firmian erbauten Schlosses Leopoldskron erhielt. Die Gebietsfläche des Stadtteils ist weitgehend identisch mit dem Landschaftsschutzgebiet Leopoldskroner Moos (LSG 47).
Die früher eigenständige Gemeinde Leopoldskron-Moos wurde 1939 in die Stadt Salzburg eingemeindet. Im Stadtteil leben heute rund 2500 Bewohner.

## Geographie
Der Stadtteil Leopoldskroner Moos ist heute als Siedlungsraum im Wesentlichen ein 4 km langer und beiderseits der Straße je etwa 80 m breiter Baulandstreifen rechts und links der Moosstraße, der aus einer spätbarocken Moorhufensiedlung hervorgegangen ist. Im Süden reicht dieses bebaute Gebiet bis an die Tauernautobahn und damit an die heutige Stadtgrenze. Im Norden grenzt der Stadtteil an den Stadtteil Riedenburg (Riedenburg-St.Paul), wobei die schlüssige Grenze des Siedlungsraumes der unbebaute Grünraum um den Bertihof (Schiffmannshof, nächst der Firmianstraße gelegen) darstellt. Das Siedlungsgebiet ist beiderseitig von den erhaltenen weiträumigen Mooswiesen des Leopoldskroner Moores umgeben, deren Moorcharakter aber durch Austrocknung immer mehr verschwindet.
Die Grenzen des eigentlichen Stadtteils sowie des 6,56 km² großen Landschaftsschutzgebietes sind westlich der Moosstraße und des daran anschließenden Grünraums die Autobahn im Südosten und im Osten der Flusslauf der Glan. Jenseits der Glan liegen (von Nord nach Süd) die Stadtteile Maxglan und Maxglan West sowie die Gemeinde Wals-Siezenheim. Östlich der Moosstraße und des Grünraums begrenzen die Siedlungsgebiete des Stadtteils Gneis im Nordosten sowie von Gneis Süd im Osten den Stadtteil und das Landschaftsschutzgebiet. Im Süden grenzt der Stadtteil Leopoldskron-Moos an die Gemeinde Grödig, wobei aber ein kleiner Teil des Landschaftsschutzareals von rund 37 ha über das Stadtgebiet hinausgeht und in dieser Gemeinde liegt. Ausgespart von der Fläche des Landschaftsschutzgebiets sind die Siedlungsräume um die zentrale Moosstraße und die Hammerauser Siedlung im Südwesten sowie das verbaute Gebiet im Norden des Stadtteils.

## Moor und Landschaftsschutzgebiet Leopoldskroner Moos

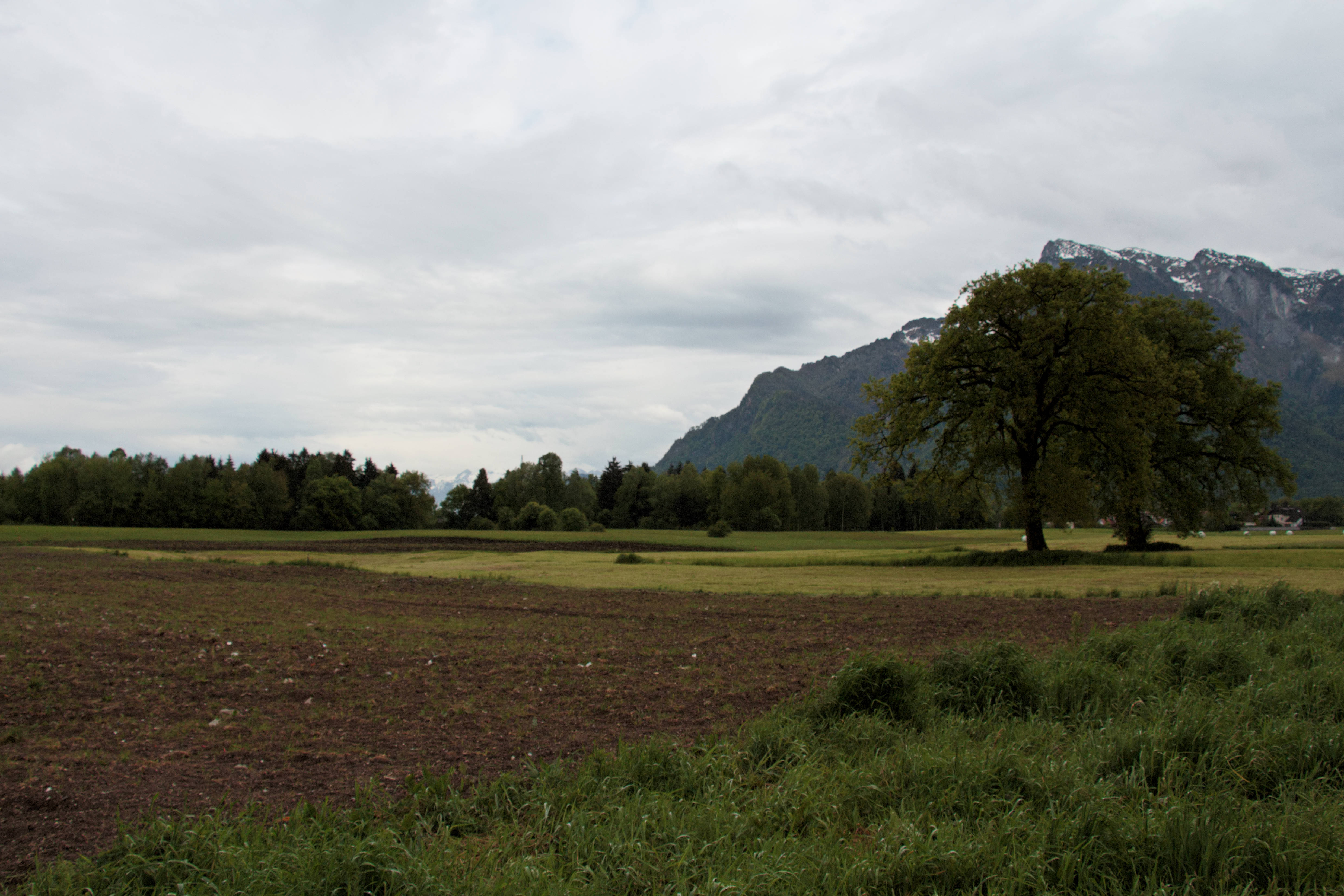
In der westlichen Hälfte des Landschaftsschutzgebiets (zwischen Glan und Moosstraße) im Mai 2016. Der Wald gehört zum heutigen Naturschutzgebiet Hammerauer Moor.

Das Moor südlich des Mönchsberges und des Rainberges hieß früher Wildmoos, Filzmoos (Viltzmoos) oder auch Untersberger Moos und wurde in stadtnahen Teilen des Riedenburger Moores bereits unter Fürsterzbischof Wolf Dietrich von Raitenau nach 1598 teilweise entwässert. Weitere nennenswerte Teile wurden aber erst ab dem 18. Jahrhundert trockengelegt und danach schrittweise kultiviert. An einem kleineren Fischweiher, der durch den Abbau von Torf entstanden war, ließ Erzbischof Leopold Anton von Firmian ein Lustschloss für seine Familie errichten. Damals kaufte der Fürsterzbischof für sein Adelsgeschlecht (vor allem für seinen Neffen Laktanz und dessen Familie) das gesamte Wildmoos schrittweise auf. Daraufhin bürgerte sich nach dem Vornamen des Erzbischofs allmählich der Name Leopoldskroner Moos ein.
Das Leopoldskroner Moos reicht bis zum Fuß des Untersberges. Im Moos wurde einst viel Torf abgebaut und noch immer wird es kleinräumig für Kur-Zwecke gewonnen. Vor Jahrhunderten stand das Moor als ungesund und krankheitserregend in Verruf, was auch der Grund war, dass man nicht nur dieses Gebiet, sondern auch die Moorgebiete im Norden von Salzburg in den heutigen Stadtteilen Itzling und Schallmoos trockenlegte. Heute ist der Landschaftsraum für den Menschen vor allem Wohnvorort und Erholungsraum.
Das knapp 32 ha große, noch bestehende Hammerauer Moor nördlich der Hammerauerstraße ist seit 1983 als Naturschutzgebiet (NSG 7) ausgewiesen und ist allgemein nicht zugänglich. Auch die verstreut liegenden verschiedenen Moor-Streuwiesen sind naturschutzfachlich sehr wertvoll. Zum Erhalt und zur Sicherung der Moorflächen ist eine ausreichende und gleichbleibende hohe Feuchtigkeit Voraussetzung.

## Die Pfarrkirche Maria Hilf

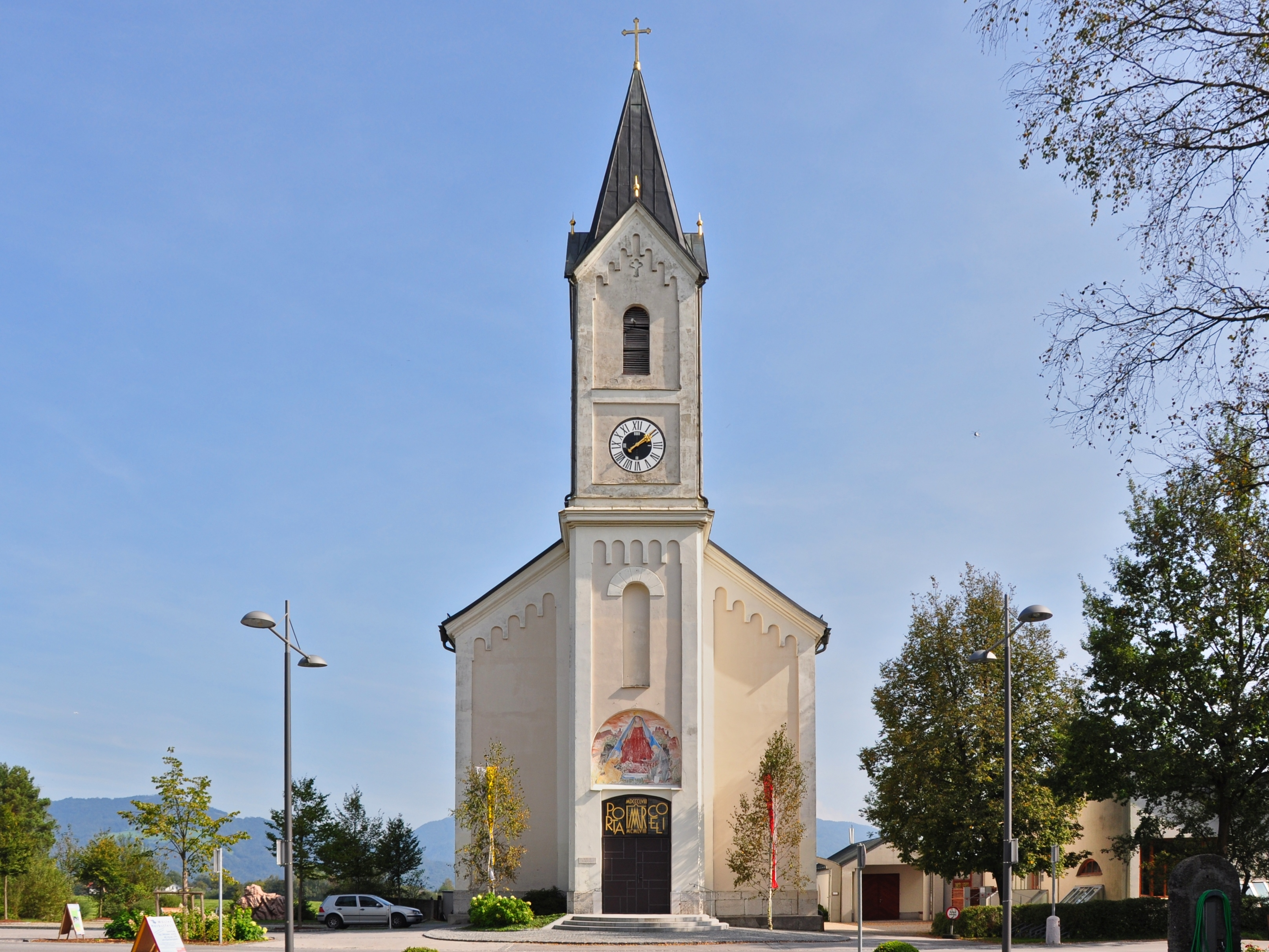
Pfarrkirche Maria Hilf

Nachdem sich im 19. Jahrhundert immer mehr Bauern entlang der Moosstraße im Leopoldskroner Moor angesiedelt hatten und schließlich 700 Personen hier sesshaft wurden, wollten auch die Mösler zumindest ihre eigene bescheidene Kapelle besitzen. Zwei Gönner kamen den Leopoldskron-Moosern zu Hilfe und finanzierten im Wesentlichen den heutigen Kirchenbau: Maria Robinig von Rottenfeld und die bekannte Mäzenin Kaiserwitwe Karoline Auguste von Bayern. Eine Bäuerin stiftete gegenüber dem Marienbad den Bauplatz, sodass 1853 mit dem Kirchenbau begonnen werden konnte. Otto Laschensky und Jacob Götz fertigten im historisierenden neoromanischen Stil die Baupläne der Kirche an. 1858 wurde dann die Leopoldskroner Kirche Maria Hilf feierlich eingeweiht. Erwähnenswert ist das neuere von Margarete Winkler gestaltete Wasenkreuz, das an die Arbeit im Moor erinnert.
Im gleichen Jahr wurde auch der Friedhof von Leopoldskron-Moos feierlich eingeweiht.

## Der Siedlungsraum des Leopoldskroner Mooses und seine Teile

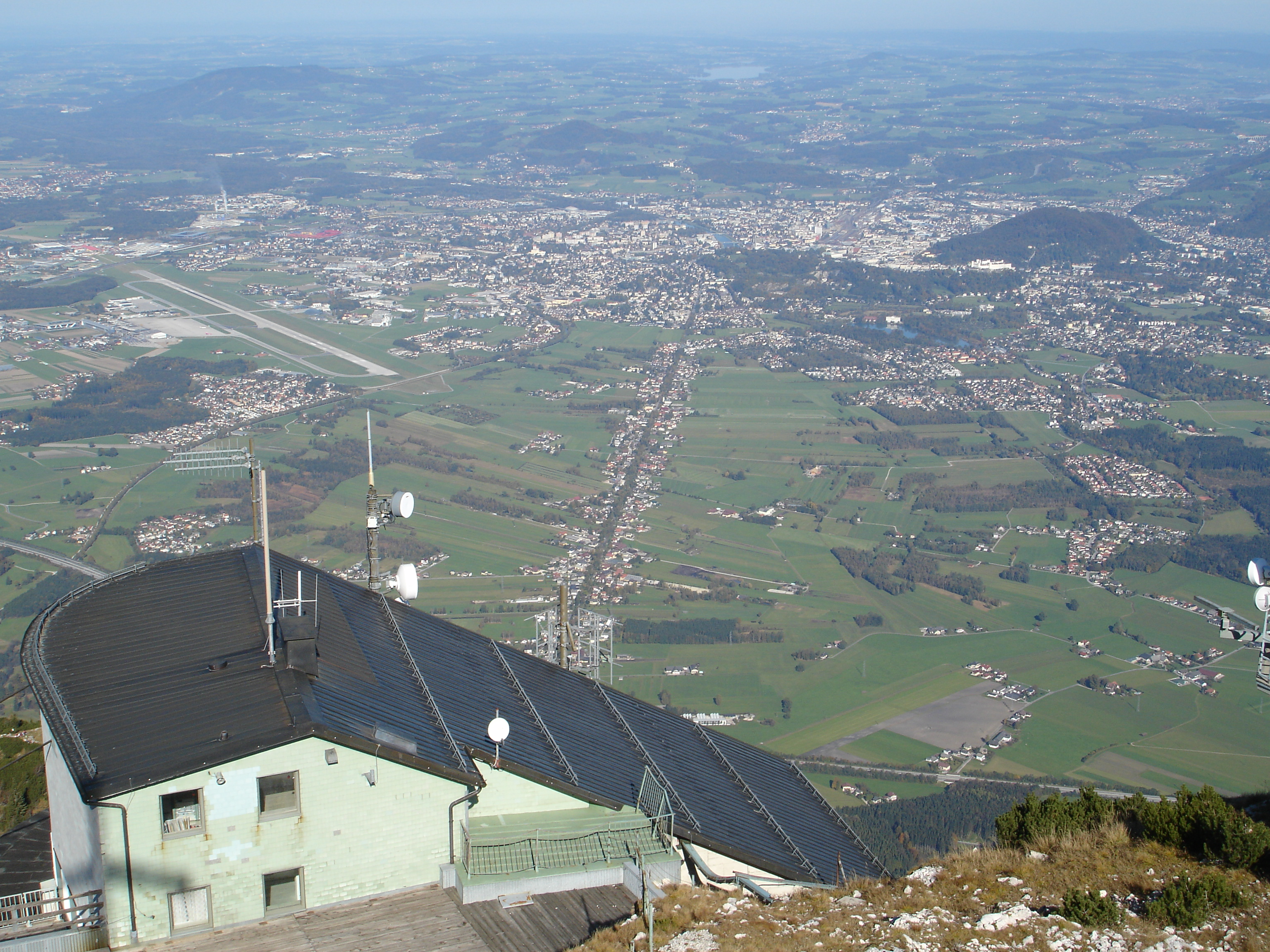
Blick vom Untersberg (über Untersbergbahn-Bergstation) auf Salzburg: Leopoldskron-Moos entlang der Moosstraße, vor dem Mönchsberg und dem Festungsberg sind Schloss und Weiher Leopoldskron erkennbar, mittig leitet die Moostraße zum Stadtteil Riedenburg; links der Flughafen

Durch das Moos führt heute die schnurgerade, 5,35 Kilometer lange Moosstraße, die vom Rainbergfuß geradlinig bis zum Eingang des Schlossareals Glanegg reicht. Diese Straße wurde als zeitweise befahrbarer Knüppelweg in Teilen schon unter Erzbischof Firmian angelegt. Sie wurde um 1770 nach Errichtung des Sigmundstores im nördlichsten Teil verlängert und geringfügig verlängert. Erst 1805–1807 wurde sie südlich der Firmianstraße zu einer befahrbaren Straße (in Form einer zuerst mit Italienpappeln bestandenen Allee) ausgebaut. Mit der Aufschließung begann die Besiedelung des Landschaftsraumes in Form einer spätbarocken Moorhufensiedlung. Südlich der Firmianstraße wurden die ersten Wohnhäuser „Mooshäuser“ um 1800 errichtet. 1828 wurde hier das erste Moorbad, das Marienbad, und 1859 das Schulhaus erbaut. Eine intensivere Landwirtschaft wurde in diesem Landschaftsraum erst nach der Begradigung der Glan im Moorgebiet (sie erfolgte etwa 1938–1947) und der damit verbundenen großräumigen Entwässerungsmöglichkeit ausgeübt. Heute finden sich hier folgende Hauptgräben: der Fiebingergraben im Norden (fälschlich oft Fiebigergraben genannt), der Schwarzgraben mit seinem westlichen Seitenarm (Kleiner Schwarzgraben) und der kurze Hammerauergraben. Ganz im Osten verläuft der Wildmoosgraben.
Ein Volksschulunterricht fand dabei (im nächstgelegenen Raum der heutigen Riedenburg) schon seit 1780 in verschiedenen Privathäusern statt, bis 1859 das Schulhaus im Leopoldskroner Moos errichtet wurde. 1900 war die Volksschule bereits dreiklassig. 1901 wurde hier die Freiwillige Feuerwehr Leopoldskroner-Moos gegründet. 1931 erhielt der Siedlungsraum des Leopoldskroner Mooses eine eigene Wasserleitung.
1812 bestand die gesamte Ortschaft Leopoldskroner-Moos aus 64 verstreut liegenden kleinen Häusern, großteils zur Gänze aus Holz errichtet. Deutlich weniger als die Hälfte davon wohnten entlang der Moosstraße.
1845 wohnten hier schon 200 „Kolonisten“ im Landschaftsraum Leopoldskroner-Moos mehr als 100 Häusern, geschätzt die Hälfte davon an der Moosstraße.
1880 wohnten bereist 762 Einwohner hier (wobei die Moorhufensiedlung (Straßendorf) entlang an der Moosstraße selbst aus 113 Häusern mit 484 Einwohnern bestand).
1910 lebten hier bereits 1133 Einwohner in 178 Häusern.
Heute gliedert sich der Siedlungsraum an der Moosstraße in vier Bereiche.

### Obermoos
- Lehrbauhof: Hier im Süden liegt hier nahe der Tauernautobahn der Lehrbauhof. Seit 1992 sind die Salzburger Festspiele im Sommer zu Gast an diesem Ort: Proben und Aufführungen finden seither an diesem Ausbildungsort des Baugewerbes statt. Der Lehrbauhof wurde damit zu einem Zentrum der Begegnung von handwerklicher Ausbildung und der Kultur, eine Idee die der einstige künstlerische Leiter der Festspiele Dr. Gerard Mortier mit initiierte. Der Lehrbauhof besteht aus einem langen Trakt für die Lehrfächer Theorie, Lehre und Verwaltung und einem parallelen zweigeschoßigen Verbindungs- und Verteilungsgang mit angeschlossenen Werkshallen. Der moosstraßenseitige Haupttrakt besteht aus der Eingangshalle, einer großen Werkhalle und einem Werkhof.
- Das Karls-Moosbad: In Obermoos wurde um 1850 ebenfalls ein Moorbad errichtet: das Karls-Moosbad (vormals Hafner). Bisher konnte nichts Näheres über die Geschichte dieses Bades erfahren werden. Das Bad war nach dem Ersten Weltkrieg nicht mehr in Betrieb.

### Hammerauersiedlung
Sie ist ein neuer Siedlungskern – unmittelbar südlich des heutigen Naturschutzgebietes Hammerauer Moor gelegen, der wesentlich zwischen 1965 und 1975 (entgegen wichtiger städtebaulicher Planungsgrundsätze) im Raum um die heutige Adalbert-Stifter-Straße entstand.

### Mittermoos
Das Mittermoos reicht im Süden bis an die Hammerauerstraße und im Norden bis zum Kirchfriedhof. Hier befinden sich so auch die Pfarrkirche und gegenüber das Marienbad.
- Das Marienbad: 1828 eröffnete der Stadtphysikus Dr. Oberlechner hier ein Bad, das im Gasthaus zu Mittermoos untergebracht war. Leopold Dragga kauft 1850 das Gast- und Badehaus Mittermoos. Er ließ dieses Haus abreißen und errichtete hier ein neues größtenteils hölzernes Gast- und Badehaus im damals beliebten Schweizer Stil. Es wurde 1855 unter dem Namen Marienbad (gegenüber der Marienkirche gelegen) eröffnet. Es besaß 24 Zimmer, 20 Kabinette, 12 Badezimmer (mit Holzwannen) und einen Speisesaal. Zu diesem Bad gehörten ein kleiner Park und ein Wirtschaftsgebäude. Heute ist hier die American International School Salzburg (AISS) untergebracht.

### Untermoos
- Das Ludwigsbad: Der bekannte Wundarzt Dr. Anton Fiebinger errichtete hier (nach dem Mittermoos-Bad) 1841 ein zweites Kur-Bad, das er nach dem bayrischen König König-Ludwigs-Bad taufte. 1915 wurde die Badeanstalt auf das Doppelte der Größe erweitert. Hier gab es darauf zu Kurzwecken Moor-, Schlamm-, Fichtennadel- und Solebäder. Das Bad war bis etwa 1970 in Betrieb. Bis 2006 befand sich hier der bekannte gleichnamige Gasthof, der heute als Wohnhaus „Wohnen im König Ludwig“ genutzt ist.

### Leopoldskronweihersiedlung
Die Siedlung zwischen Zwieselweg im Süden und Firmianstraße im Norden hat heute eine Größe von etwa 20 ha und geschätzt etwa 800 Einwohner. Ausgehend von einem kleinen Siedlungskern an der Firmianstraße, der schon in der Zeit der Monarchie entstand und einer Verbauung an der Lichtensteinstraße in der Zwischenkriegszeit entwickelte sich diese Siedlung nach dem Zweiten Weltkrieg zur heutigen Größe.